# 基督城機場
基督城機場，是一座位於紐西蘭基督城市中心之西北12公里黑伍德的民用機場。基督城國際機場於1940年5月18日正式營運，並於1950年12月16日成為紐西蘭第一座國際機場。該機場為紐西蘭僅次於奧克蘭後第二繁忙的機場，並且也是紐西蘭國內唯二能夠起降波音777以上大型客機（包含波音747、空中巴士A380等）的機場。目前該機場沒有營運時間限制，為24小時全天營業。基督城机场目前是VFR机场（纯目视着陆机场）。没有卫星地图以及FSS（飞信服务站）和气象监测预警站以及信号塔台，只提供无线电有限对话引导和有限消防救援服务，是为数不多的大型VFR机场。

## 歷史
- 1935年 克赖斯特彻奇地方议会决定在本市最佳选址海伍德兴建新机场。
- 1937年 915米跑道與60平方米航站楼建成。
- 1940年－成為紐西蘭皇家空軍基地海伍德（Harewood）分部。
- 1950年 克赖斯特彻奇机场开始接受政府组织的国际通关服务。
- 1960年－新的國內航站楼完工開幕，由當地的建築師Paul Pascoe設計。
- 1962年 主跑道延伸至2442米，並提供商業飛機起降。
- 1966年 国内航站楼旁增加了新翼，该部分作为国际航站楼使用。
- 1972年 西北跑道重新浇封、喷涂标志并延长至1741米。
- 1975年 国内航站楼增建新指廊，航站楼总地坪面积增加至16000平方米。
- 1984年主跑道延伸至3287米。
- 1987年 航站楼为新西兰安捷航空及新西兰航空增减候机室及国内航班登机廊桥。
- 1998年 新的國際航站楼完成，並提供28000平方米的新樓層。
- 2004年 国际航站楼扩建，增加了五个国际航班办票柜位及四座国际航班登机廊桥。
- 2009年 取代旧国内航站楼的新航站楼工程开工。
- 2011年 機場航站樓改建工程竣工。
- 2012年底 新的國內航站楼完工。
- 2013年4月18日－總理為新的國內航站楼揭幕。

## 航空公司與目的地

### 國內航線

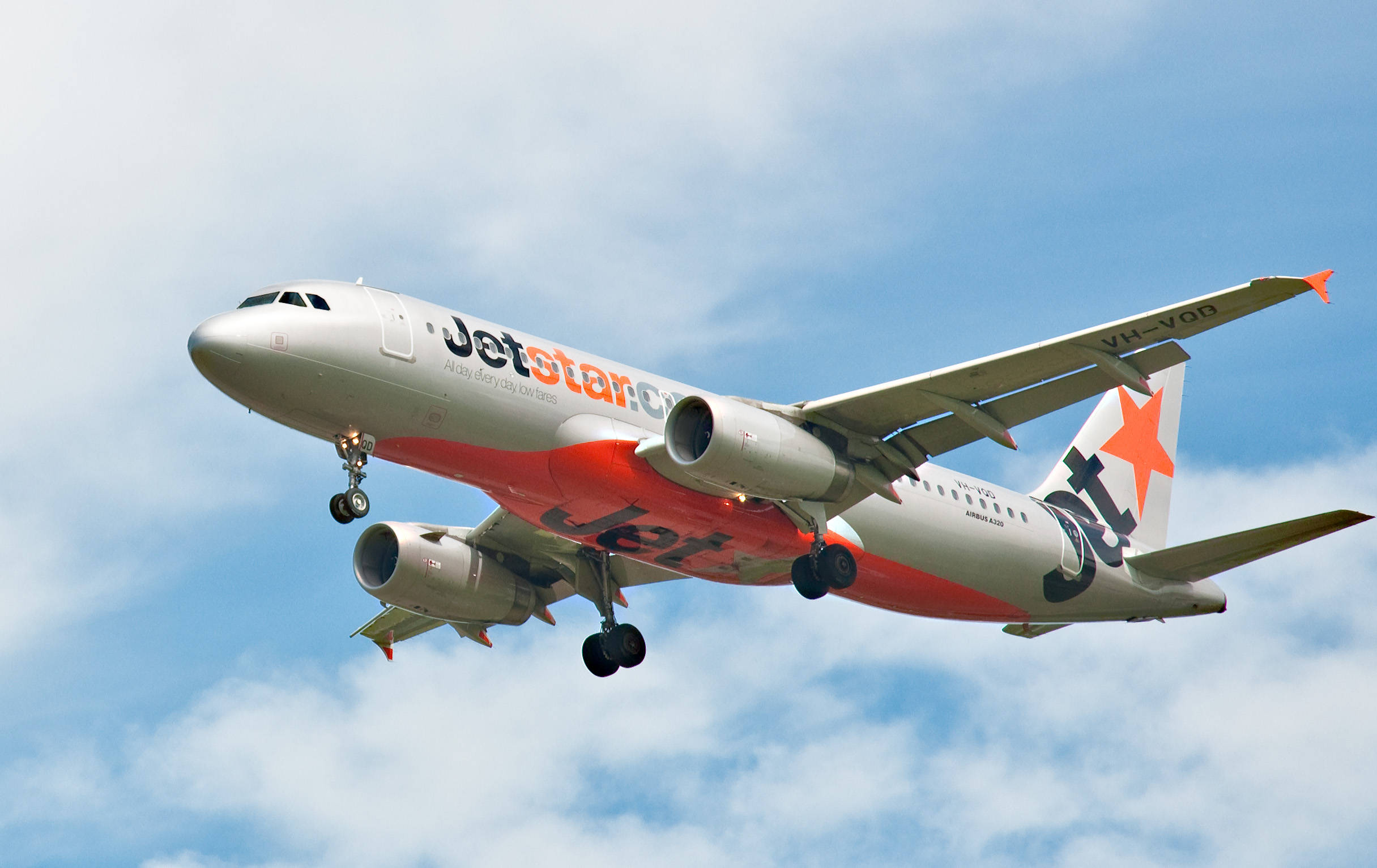
捷星航空的空中巴士A320-200型客機正在降落於基督城國際機場

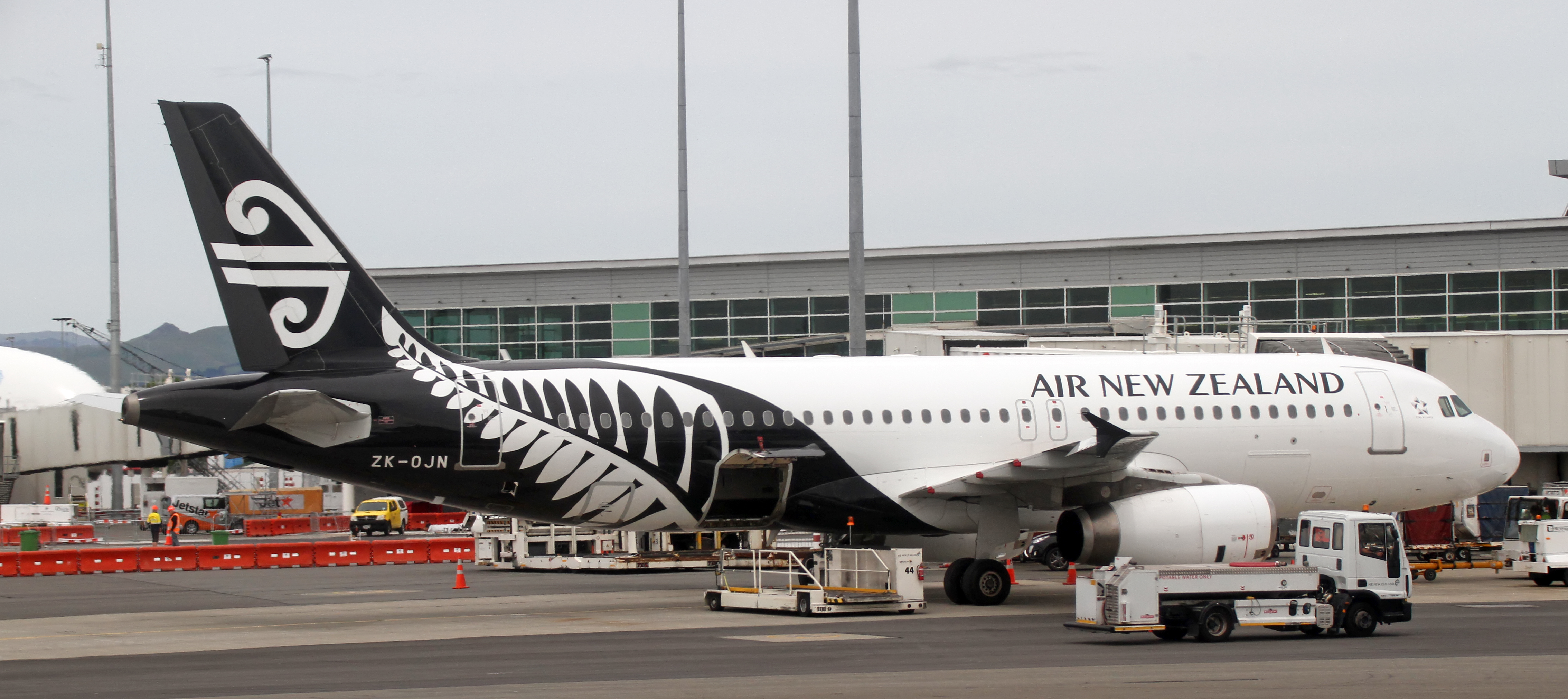
新西蘭航空的空中巴士A320-200型客機停泊在基督城國際機場

| 航空公司                          | 目的地 |
| --------------------------------- | --- |
| 紐西蘭航空                        | 奧克蘭、但尼丁、皇后鎮、威靈頓 季節性：羅托路亞                                                                         |
| 紐西蘭支線航空 （尼爾森航空执飞） | 伍德伯恩、尼爾森、霍克灣、新普利茅斯、因弗卡吉爾、陶朗加、但尼丁、漢米爾頓、霍基蒂卡、北帕莫斯頓                        |
| 紐西蘭支線航空 （庫克山航空执飞） | 但尼丁、漢米爾頓、因弗卡吉爾、霍克灣、尼爾森、新普利茅斯、北帕莫斯頓、皇后鎮、羅托路亞、威靈頓 季節性：庫克山、霍基蒂卡 |
| 查塔姆航空                        | 查塔姆群島 |
| 捷星航空                          | 奧克蘭、威靈頓 |

### 國際航線

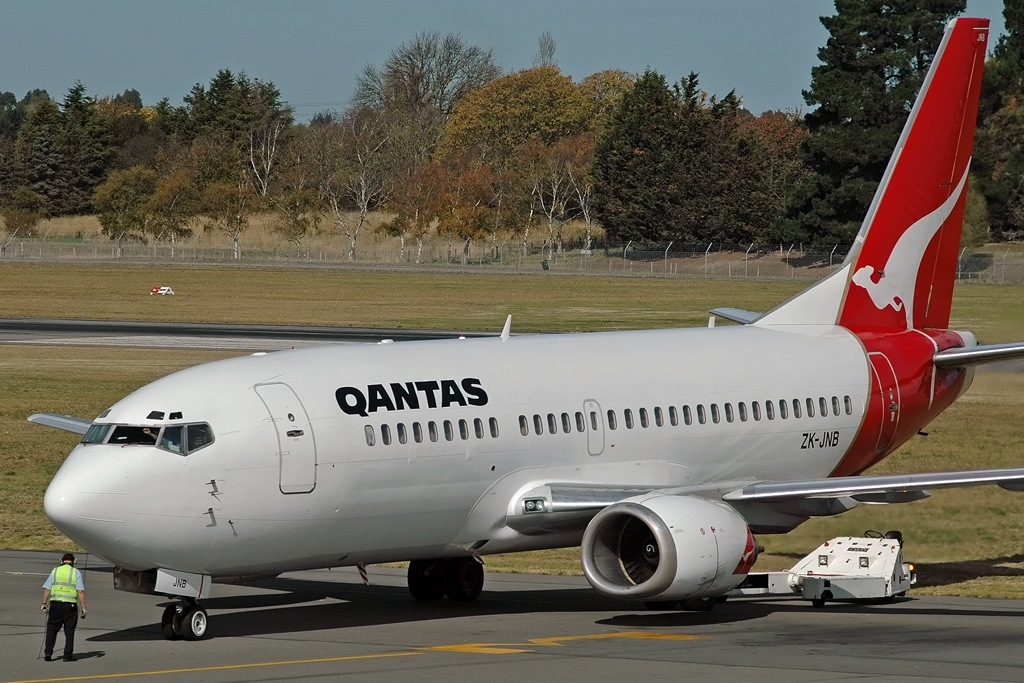
澳洲航空的波音737-300型客機在基督城國際機場

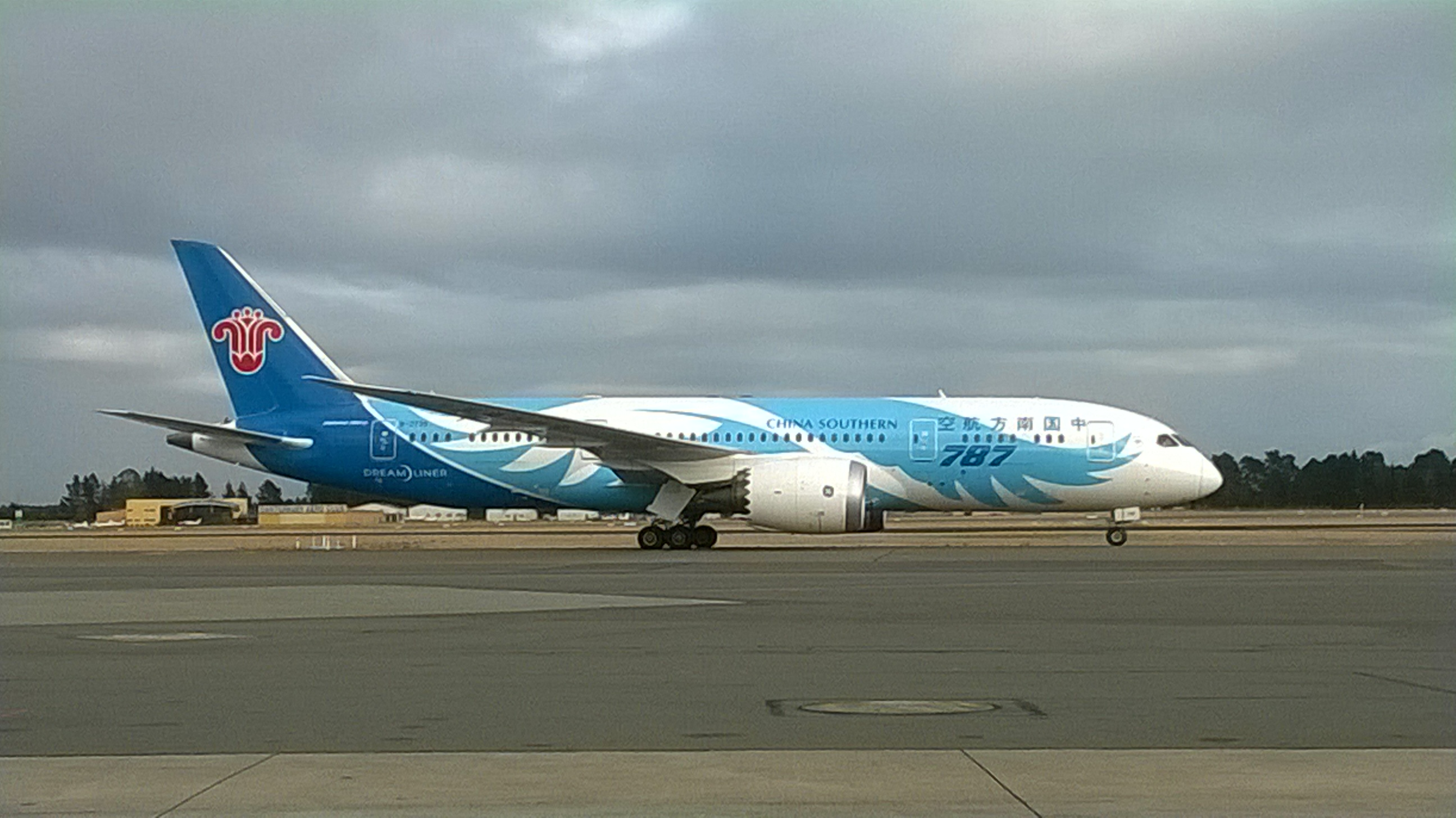
中國南方航空的波音787-9型客機在基督城國際機場滑行

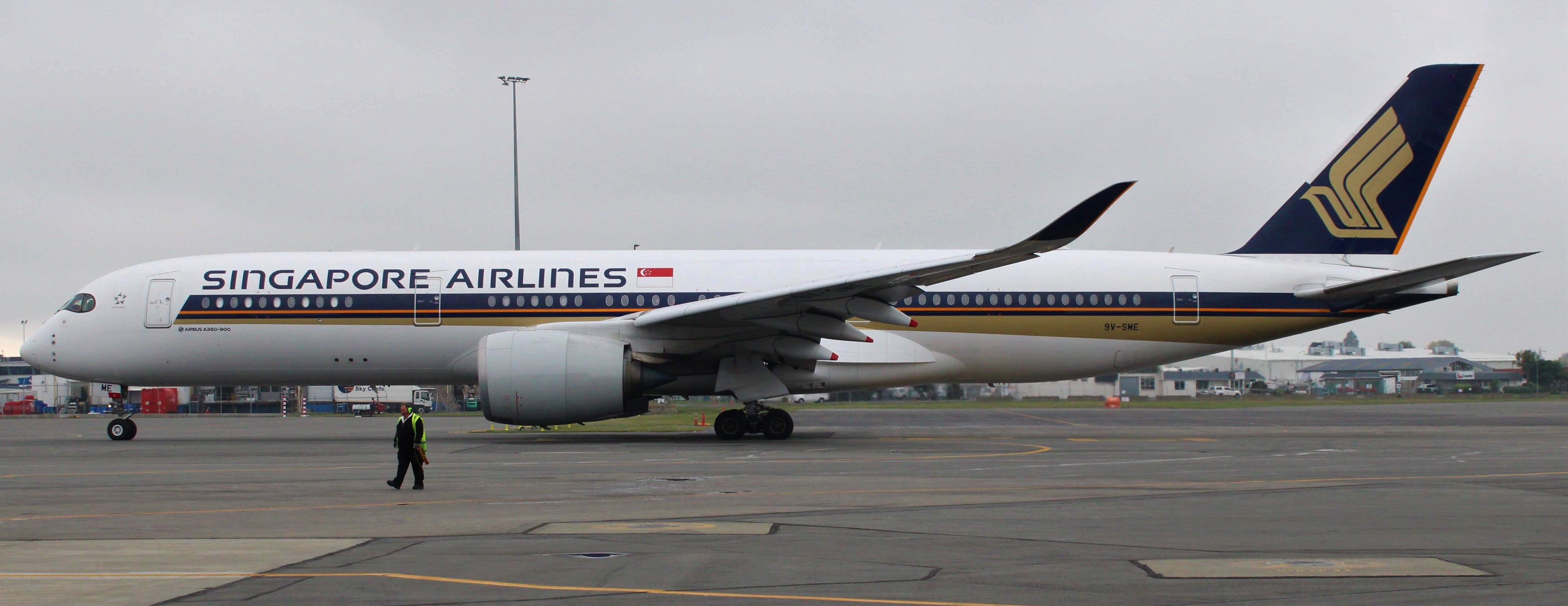
新加坡航空的空中巴士A350-900型客機在基督城國際機場滑行

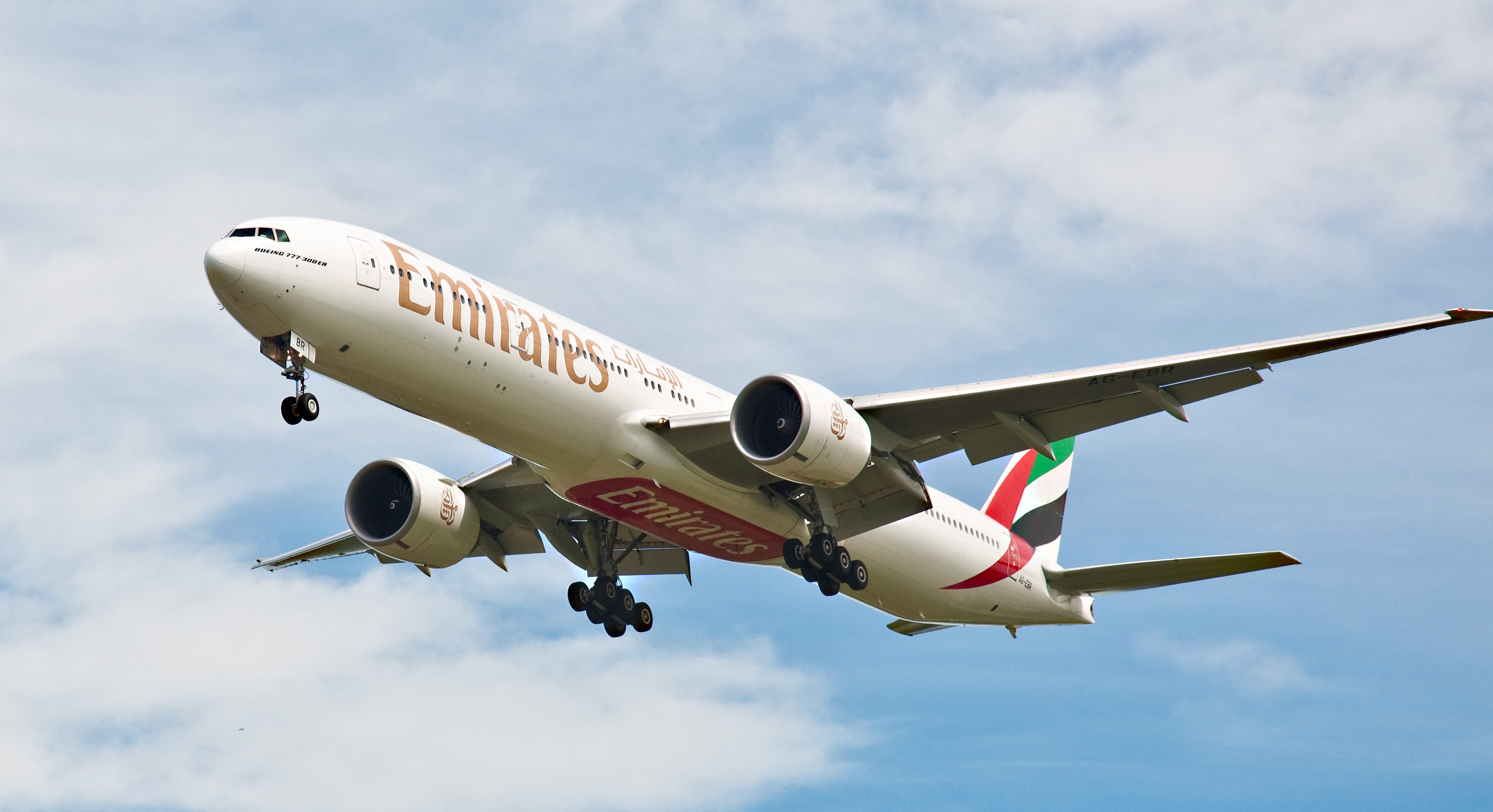
阿聯酋航空的波音777-300ER型客機正在降落於基督城國際機場

| 航空公司     | 目的地                           |
| ------------ | -------------------------------- |
| 紐西蘭航空   | 布里斯班、墨爾本、悉尼、黃金海岸 |
| 捷星航空     | 黃金海岸、墨爾本                 |
| 澳洲航空     | 悉尼、墨爾本、布里斯班           |
| 斐濟航空     | 楠迪                             |
| 新加坡航空   | 新加坡                           |
| 阿聯酋航空   | 悉尼、杜拜                       |
| 國泰航空     | 季節性：香港                     |
| 中国南方航空 | 季節性：广州                     |
| 聯合航空     | 季節性：三藩市                   |

### 貨運航線
| 航空公司                                  | 目的地                     |
| ----------------------------------------- | -------------------------- |
| 紐西蘭運輸航空                            | 奧克蘭、北帕莫斯頓         |
| 郵件航空（－）                            | 但尼丁、因弗卡吉爾、威靈頓 |
| 澳洲航空運輸 （澳洲快遞運輸機營運（－）） | 奧克蘭、悉尼               |

## 交通

### 公車
超級公車（Super Shuttle）
- 超級公車官方網站 （页面存档备份，存于）

## 外部連結
- 基督城國際機場官方網站
- 世界航空数据库中的NZCH机场数据，数据截止日期：2006年10月。